# Federico Pizarro (piłkarz)
Federico Antonio Pizarro (ur. 17 stycznia 1927, zm. 5 kwietnia 2003) – argentyński piłkarz, pomocnik, trener.

## Kariera sportowa
W 1947 roku Pizarro został piłkarzem klubu Chacarita Juniors, gdzie grał do 1954 roku. W 1955 roku był graczem klubu San Lorenzo de Almagro – zadebiutował 30 kwietnia w zremisowanym 2:2 meczu przeciwko Ferro Carril Oeste.
Jako gracz San Lorenzo był w kadrze reprezentacji podczas turnieju Copa América 1957, gdzie Argentyna zdobyła mistrzostwo Ameryki Południowej. Pizarro nie zagrał w żadnym meczu.
W San Lorenzo Pizarro rozegrał 73 mecze. W 1958 roku rozegrał 19 meczów w klubie CA Huracán, a w 1959 roku grał w drugoligowym wtedy Chacarita Juniors. Łącznie w Chacarita Juniors rozegrał 216 meczów i zdobył 12 bramek. Na koniec kariery w 1960 roku grał w chilijskim klubie Deportes Magallanes.
W lidze argentyńskiej Pizarro rozegrał 308 meczów i zdobył 12 bramek, natomiast w reprezentacji Argentyny w latach 1954–1957 rozegrał 7 meczów.
Po zakończeniu kariery piłkarskiej został trenerem – pracował w klubach Flandria Buenos Aires, CA Estudiantes, Chacarita Juniors, Comunicaciones Buenos Aires, CA Argentino de Quilmes, CA Tigre, Armenio Buenos Aires, Gimnasia y Esgrima La Plata, Sarmiento Junin, Deportivo Español i Atlanta Buenos Aires.
Największym sukcesem trenerskim było zdobycie razem z drużyną Chacarita Juniors mistrzostwa Argentyny w 1969 roku w turnieju Metropolitano.